# Michaił Krasnianski
Michaił Borisowicz Krasnianski (ros. Михаил Борисович Краснянский) (ur. w 1873 r. w chutorze Własowo-Ajutinskim, zm. w 1944 r. w ZSRR) – rosyjski krajoznawca ziem kozackich, archeolog, geolog, publicysta i pisarz, działacz kolaboracyjnych struktur kozackich podczas II wojny światowej.
Z wykształcenia był inżynierem-geologiem. W okresie carskiej Rosji pełnił funkcję miejskiego inżyniera górniczego w Rostowie nad Donem. Jego badania doprowadziły do odkrycia na obszarze miasta pozostałości archeologicznych po byłej twierdzy Dymitra Rostowskiego. W 1909 r. powołał Stowarzyszenie Historii, Zabytków i Przyrody. W 1910 r. współtworzył miejskie muzeum krajoznawcze. Doprowadził do odzyskania przez Rostów nad Donem miejskiego herbu, nadanego jeszcze przez cara Aleksandra I. Ponadto był autorem licznych publikacji i artykułów w prasie, dotyczących historii i kultury Kozaków dońskich. Sprawował funkcję sekretarza gubernatora. Odbył podróże naukowe do Niemiec, Belgii i Francji. W okresie sowieckim kontynuował swoją działalność archeologiczno-krajoznawczą. Dalej zajmował też funkcję miejskiego inżyniera górniczego. W latach 30. został aresztowany i skazany na karę kilku lat więzienia. Po zajęciu miasta przez wojska niemieckie 24 lipca 1942 r., został członkiem kolaboracyjnej Komisji do Spraw Kozackich, uczestnicząc w działalności miejscowego przedstawicielstwa Sztabu Wojska Dońskiego. Prowadził antysowiecką propagandę wśród ludności kozackiej. Kiedy 14 lutego 1943 r. Armia Czerwona odzyskała Rostów nad Donem, prof. Krasnianski został aresztowany przez Smiersz. 5 czerwca tego roku po procesie skazano go na karę śmierci, zamienioną wkrótce na 10 lat łagrów. Zmarł w jednym z obozów pracy w 1944 r. W 1992 r. został zrehabilitowany.